# Tankini

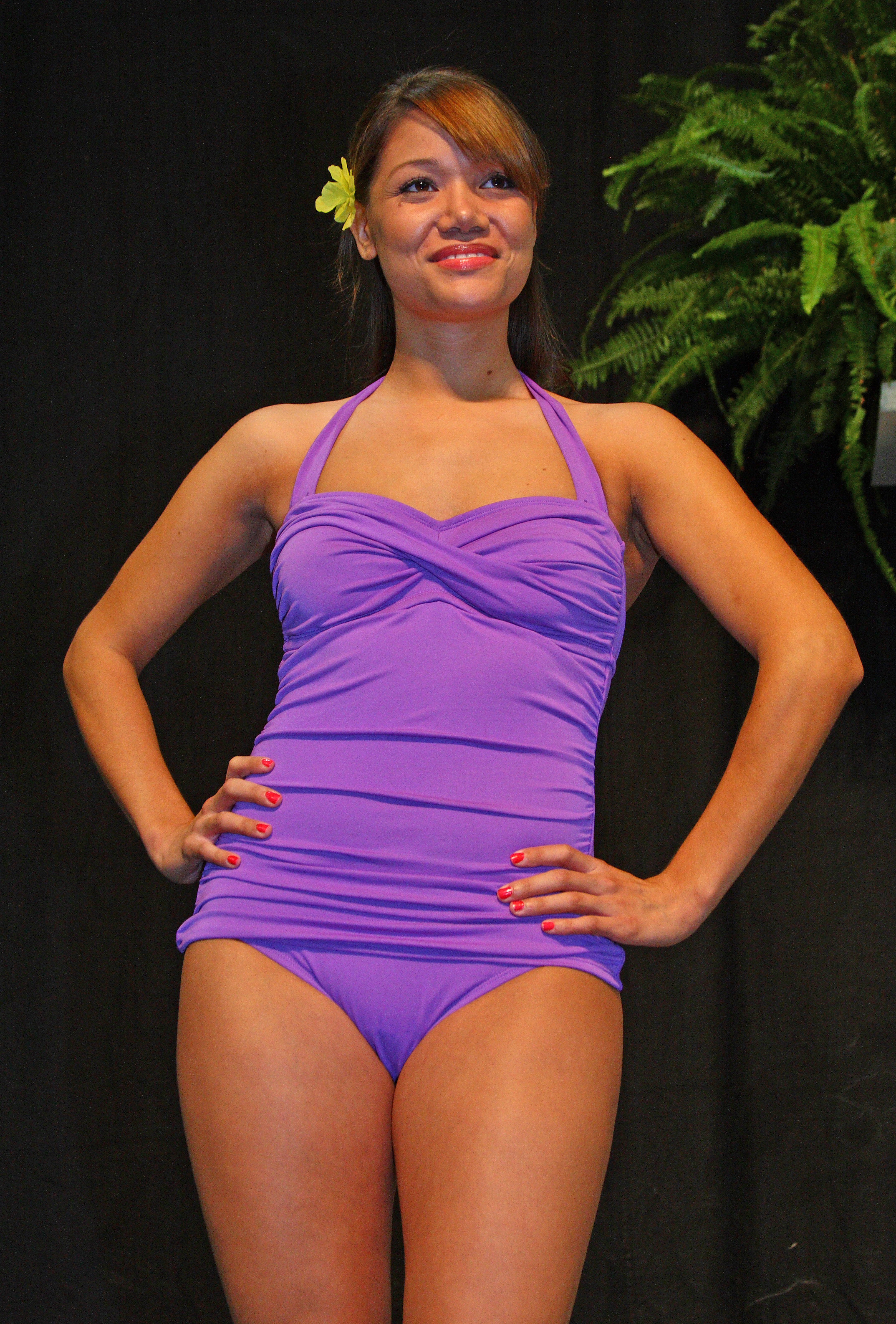
Tankini

Un tankini est un type de maillot de bain féminin constitué d’un slip de bain et d’un débardeur. C'est un maillot deux pièces. Il combine les avantages du maillot de bain une pièce et du maillot deux pièces.
Le haut du tankini peut être à bretelles comme un débardeur « classique », ou dos nu. En général, il descend jusqu’au haut de la culotte, mais il peut être plus long. Il est plus ou moins moulant et/ou décolleté.
Le bas du tankini peut être un slip de bain ou un shorty. Il est souvent uni, pour contraster avec un haut à motifs.
Il permet de cacher le ventre contrairement au bikini.